# Gibon malý
Gibon malý, nazývaný také gibon Klossův (Hylobates klossii), je primát z čeledi gibonovití (Hylobatidae) a rodu Hylobates. Popsal jej americký zoolog Gerrit Smith Miller v roce 1903. Jedná se o endemitní druh tropických stálezelených deštných pralesů Mentavajských ostrovů při západním pobřeží Sumatry a obývá všechny čtyři hlavní ostrovy: Siberut, Sipora, Severní Pagai a Jižní Pagai.

## Popis
Gibon malý je nejmenším ze všech druhů gibonů. Měří asi 44 až 63,5 cm a váží asi 5,6 kg u samců a 5,9 kg u samic, samice jsou tedy mírně větší než samci. Výrazný pohlavní dimorfismus se ale neobjevuje, a to ani v rámci zbarvení, které je u obou pohlaví uniformně černé. Vyvinul se velký hrdelní vak, který zesiluje vydávané volání, sloužící pravděpodobně k vymezení území nebo vytyčení sociální struktury. Samci vokalizují až sedmkrát častěji než samice. Giboni malí tvoří monogamní páry, které žijí na území o rozloze asi 20 až 35 hektarů, ale vymezují si jen asi 10 hektarů. Pohybují se ve stromovém baldachýnu pomocí brachiace a zavěšování, k čemuž jim napomáhá dlouhé předloktí. Jejich strava je tvořena asi ze 75 % plody a ovocem, přičemž tak představují roznašeče semen, a z 25 % živočišnými složkami. Listy konzumují jen výjimečně. Gibon malý představuje dominantního potravního konkurenta vůči hulmanovi mentavejskému (Presbytis potenziani).
Páry se rozmnožují během celého roku, samice rodí jenom jedno mládě jednou za dva až tři roky. Doba březosti trvá 7 až 8 měsíců, samice mládě krmí mateřským mlékem asi 24 měsíců, poté dojde k odstavení. Mladí giboni zůstávají se svými rodiči asi osm let, poté (kdy už dosahují pohlavní dospělosti) z rodných oblastí emigrují. Stále však potomci daného páru zůstávají v blízkosti domovského území.

## Ohrožení
Populace tohoto druhu je v současnosti klesající, na základě několika faktorů. Nebezpečí představuje především ztráta původních lesů kvůli těžbě dřeva a uvolňování půdy pro pěstování palem olejných. Hrozbou je také lov a odchytávání gibonů do obchodu se zvířaty. Lovu napomáhá rozvoj infrastruktury, kvůli kterému se mohou lovci snáze dostat do odlehlejších oblastí, stejně tak jako nahrazení luků účinnějšími moderními zbraněmi. Celková velikost populace je odhadována na 20 000 až 25 000 jedinců, největší populace (13 000 až 15 000 jedinců) přičemž žije v Národním parku Siberut. Mezinárodní svaz ochrany přírody ve svém posledním hodnocení ohrožení z roku 2008 gibona malého hodnotí jako ohrožený taxon s klesající populací. Odhadovaný pokles populace činil více než 50 % během posledních tří generací. Druh je chráněn na základě indonéských zákonů a úmluvy CITES (příloha I, veškerý mezinárodní obchod je tedy zakázán).